# Università della Lapponia
L'Università della Lapponia (Lapin yliopisto) è un'università della città di Rovaniemi, in Finlandia. Fondata nel marzo 1979 è l'università più settentrionale dell'Unione europea.
L'università è divisa in quattro facoltà:
- Facoltà di arte e design
- Facoltà di Educazione
- Facoltà di legge
- Facoltà di scienze sociali

Oltre alle facoltà, esiste il Centro artico dedicato agli studi e alle ricerche sull'Artico.
Infine, esiste una subunità chiamata Institute of Business and Tourism; in precedenza era una facoltà, ma poi è stata inclusa nella Facoltà di Scienze Sociali.